# Маркливил (Калифорнија)
Маркливил (енгл. Markleeville) насељено је место без административног статуса у америчкој савезној држави Калифорнија.

## Демографија
По попису из 2010. године број становника је 210, што је 13 (6,6%) становника више него 2000. године.
| Група             | 2000.       | 2010.       |
| Белци             | 189 (95,9%) | 187 (89,0%) |
| Афроамериканци    | 0 (0,0%)    | 0 (0,0%)    |
| Азијати           | 0 (0,0%)    | 2 (1,0%)    |
| Хиспаноамериканци | 3 (1,5%)    | 11 (5,2%)   |
| Укупно            | 197         | 210         |